# Teresa Rescala
Teresa Rescala Nemtala (La Paz, Bolivia; 18 de octubre de 1959) es una bioquímica, profesora y farmacéutica boliviana. 
Fue rectora electa de la Universidad Mayor de San Andrés (UMSA) durante dos periodos consecutivos; la primera desde el 22 de abril de 2007 hasta el 22 de abril de 2010 y la segunda desde el 22 de abril de 2010 hasta el 22 de abril de 2013. Constituyéndose en la primera mujer que logra este cargo en la UMSA y en el Sistema de la Universidad Boliviana. 

## Biografía
Teresa Rescala Nemtala nació en la ciudad de La Paz el 18 de octubre de 1959. Realizó sus estudios primarios y secundarios en el Colegio Sagrados Corazones de su ciudad natal. Continuó con sus estudios superiores, ingresando en 1980 a la Facultad de Bioquímica y Farmacéutica de la Universidad Mayor de San Andrés (UMSA). 
Fue dirigente estudiantil en la década de 1980. Se tituló en 1985, durante su titulación recibió un diploma de reconocimiento por ser la mejor alumna de su carrera. En 2002 obtuvo el título de Máster en Farmacia Clínica y Gestión Farmacéutica. En 2007 realizó el diplomado en Educación Superior. 
En 1989, trabajó en proyectos para la Organización Mundial de la Salud (OMS) y el Ministerio de Salud de Bolivia. Fungio como autoridad electa en la Facultad de Ciencias Farmacéuticas y Bioquímicas de la UMSA, de 1996 a 1997 como Vicedecana y de 1997 a 2005 como Decana, el   2007 fue elegida como Rectora de la UMSA y reelegida en 2010. Su ejercicio en el cargo culminó el 22 de abril de 2013.
Actualmente es Directora del Centro de Información y Documentación del Medicamento (C.I.D.M.E.) de la Facultad de Ciencias Farmacéuticas y Bioquímicas. En convenio UMSA, Ministerio de Salud y OPS/OMS.